# هاردرویک
هاردرویک (به هلندی: Harderwijk) یکی از شهرهای استان خلدرلاند در شرق هلند است. جمعیت این شهر طبق آمار سال ۲۰۱۲ معادل ۴۲٬۵۶۰ نفر است.

## نگارخانه

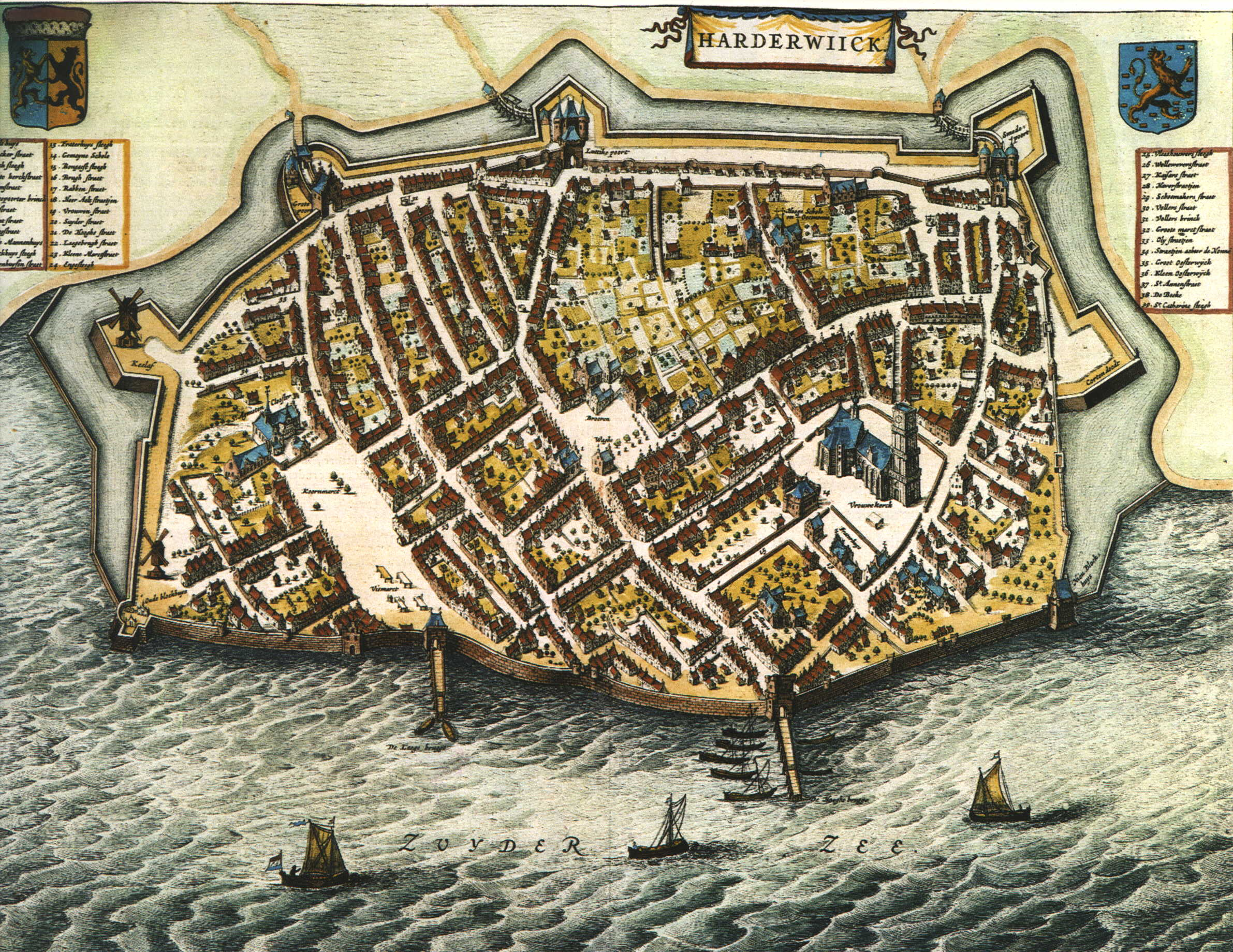
نقشه هاردرویک در سال ۱۶۵۲
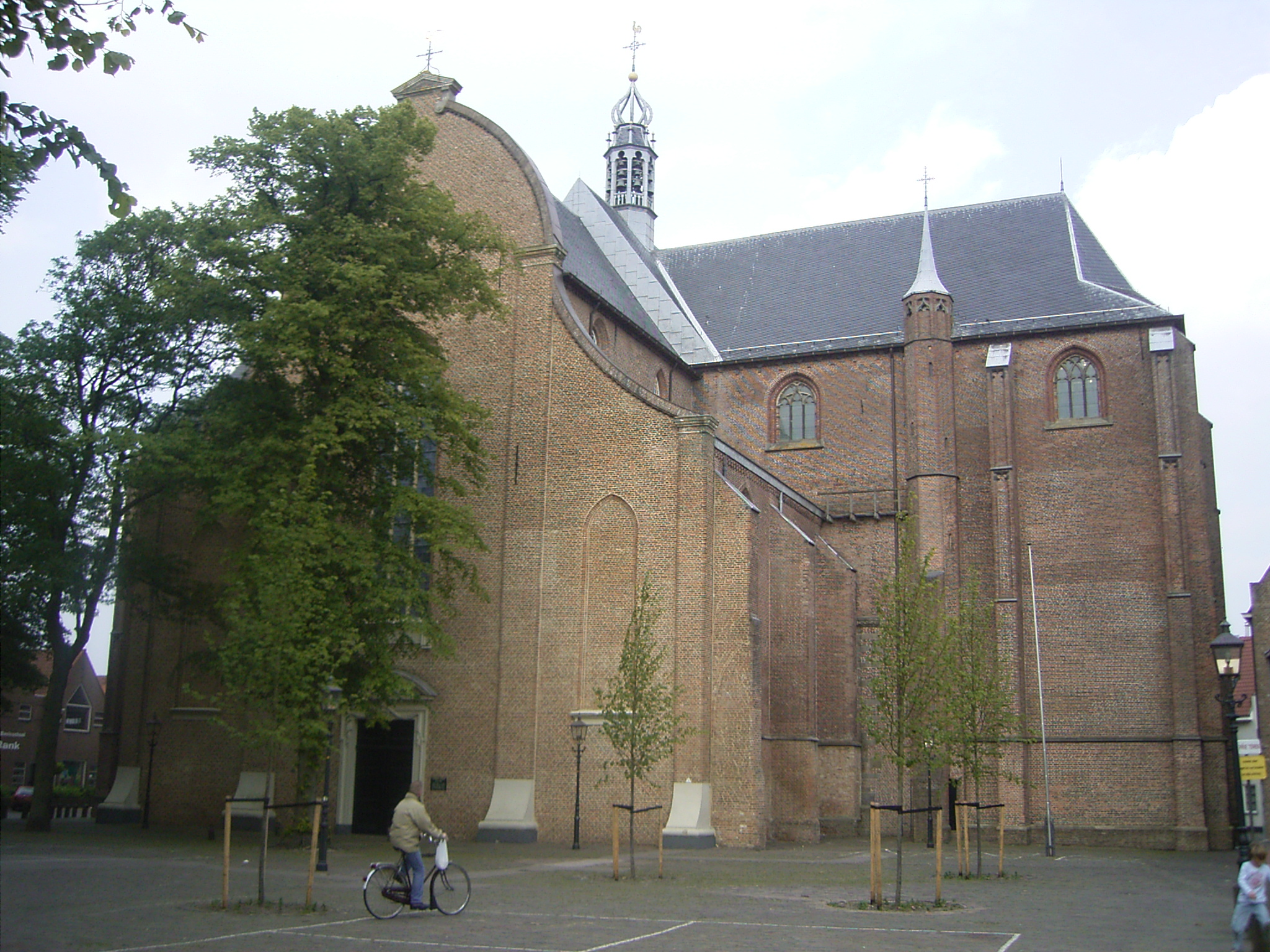
کلیسای گروت کرک در هاردرویک
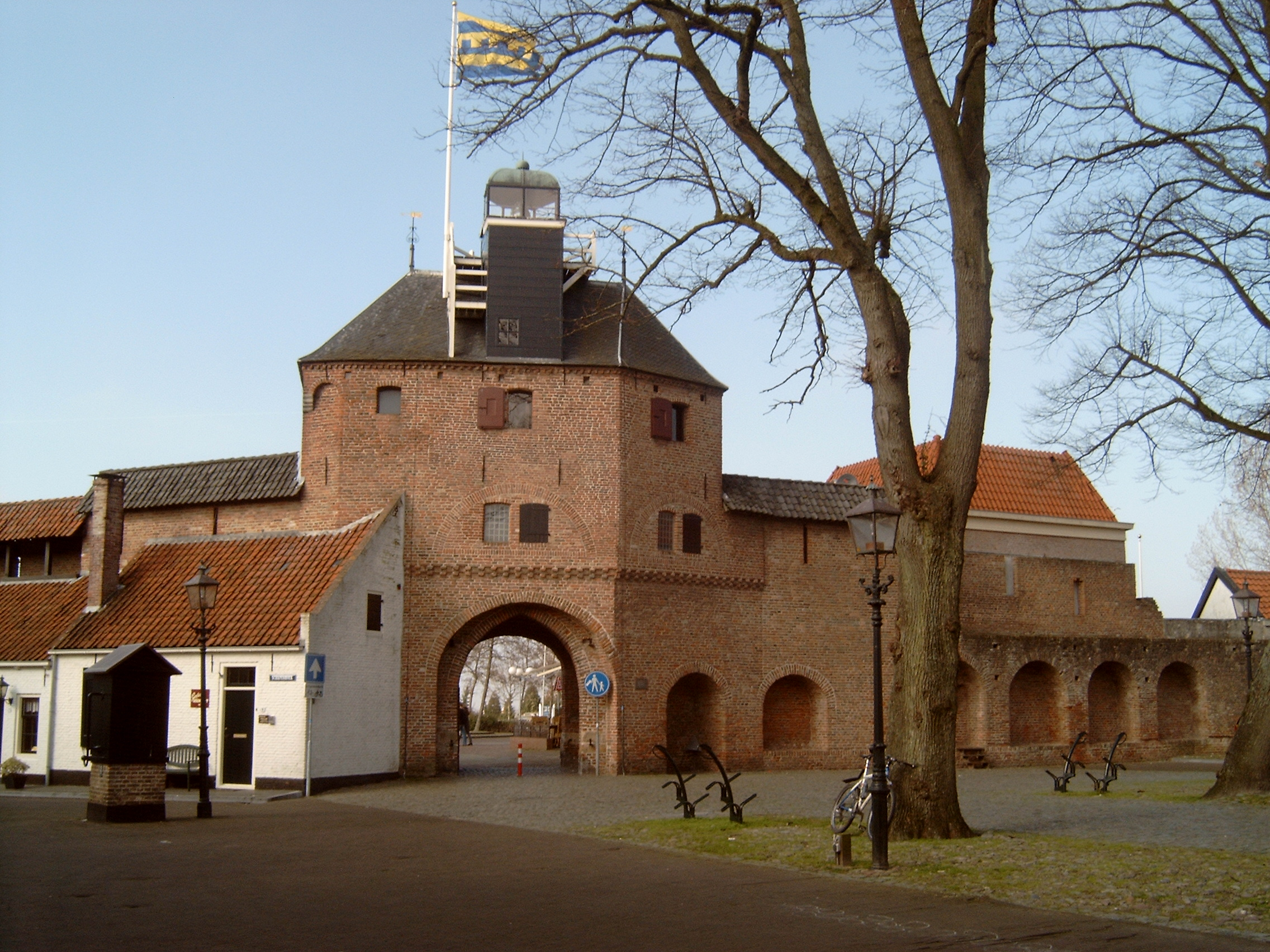
دروازه شهر هاردرویک
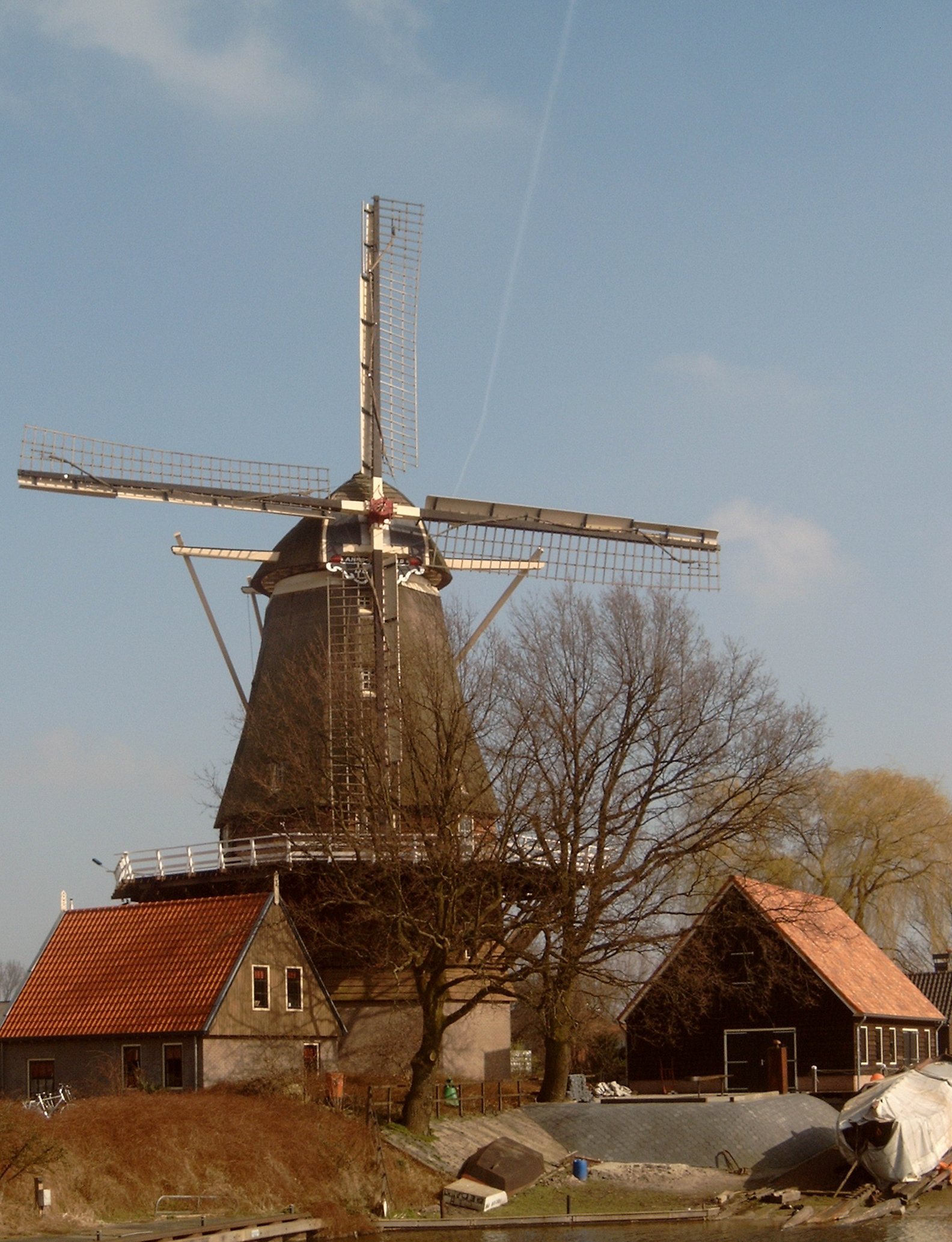
آسیاب بادی در هاردرویک

## افراد مشهور
- جان باس
- تئو باس (دوچرخه سوار)
- جوست ایدرمنز (سیاستمدار)
- تئو د میستر (سیاستمدار)
- راف راگاس (بازیگر)
- دیرک ریجندرس (سیاستمدار)
- هنک تیمر (فوتبالیست)